# 蜜里逃生
《蜜里逃生》（英语：Escapse from the Bee），2000年中国大陆儿童科幻剧。根据何署坤同名小说改编，由张明志、胡一飞导演，张磊、杨迪领衔主演，彭珮云为片名题字，共18集。1998年拍摄完成；1999年12月31日起在中央电视台及全国各地方台播出。
本剧于2001年荣获“五个一工程奖”及“曹禺文学奖”。

## 剧情简介
六年级生旦旦因语文考试差两分满分，被爸妈取消了旅行计划。失落的旦旦带走了爸爸实验室的蓝眼睛蜜蜂——蓝蓝，也无意中放跑了爸爸试验培育的人造蜜蜂——WD蜂。
蓝蓝为回报旦旦，吐了口蜂蜜让旦旦尝，旦旦如愿变成一只自由飞翔的小蜜蜂，与蓝蓝一起飞上晴空。兴奋过度的旦旦不听蓝蓝劝阻，闯进云朵，结果从高空跌落。旦旦醒来后不见蓝蓝，又饥又怕的他开始寻找蓝蓝口中的蜂巢，先后遇到天牛将军、瓢虫奶奶、黑蚂蚁、花金龟、大小螳螂等昆虫，最后在屎壳郎大叔的指引下找到蜂巢——蜜蜂王国。蜜蜂王国逐渐接受旦旦这位来自人类世界的朋友，旦旦在王国里学到了很多知识，做出了很多贡献，也惹出了不少麻烦。
与此同时，WD蜂正处心积虑勾结蜜蜂王国的内奸鼓眼睛及一众害虫，决定趁女蜂王婚礼时重创王国。而旦旦不幸被WD蜂的手下利用，使对方刺探到女蜂王婚期，并于当天劫持了女蜂王。好在旦旦将功补过，设法将女蜂王救回。接着，双方持续斗智斗勇……WD蜂甚至冒充成旦旦的模样，一场真假旦旦的生死大战过后，WD蜂掉进下水道，却没有死。他卷土重来，放火烧了整个蜂巢。勇敢的旦旦临危不惧，再次保护了女蜂王及幼蜂。他与其他工蜂们并肩作战，终于杀死鼓眼睛与WD蜂，自己却身陷火海。旦旦的朋友们为了救他不幸牺牲，蓝蓝也在生命最后一刻吐蜜让旦旦变回人类。
旦旦悲痛万分，感慨蜜蜂们的生命如此短暂，却能酿出最香甜的蜂蜜奉献给人类。回想变成蜜蜂后的点点滴滴，历经艰难坎坷的旦旦成长了，他惜别蜜蜂王国，奔赴远方城市的家。

## 主要演员
| 角色名   | 演员名   |
| -------- | -------- |
| 旦旦     | 张磊     |
| 蓝蓝     | 杨迪     |
| 大尾     | 李瑶     |
| 小花被   | 郑点     |
| 细腰     | 欧阳晶晶 |
| 大蜘蛛   | 李永红   |
| 太医博士 | 黎模宪   |
| 司仪     | 傅少溥   |
| 判官     | 柏之毅   |
| 女蜂王   | 张月     |
| 脱发姨妈 | 李波     |
| 瓢虫奶奶 | 龚谷音   |
| 独臂大婶 | 李熙     |
| 屎壳郎   | 余志刚   |
| 天牛     | 王雨     |
| WD蜂     | 胡强     |
| 鼓眼睛   | 唐崎     |
| 大螳螂   | 刘建民   |
| 小螳螂   | 叶进     |
| 大胡蜂   | 袁金亚   |
| 蚜虫     | 王建廷   |
| 黑蚂蚁   | 陈凤桐   |
| 花金龟   | 陈茜     |
| 旦旦爸爸 | 葛平     |
| 旦旦妈妈 | 邵晓薇   |